# Vall d'Hebron Institut d'Oncologia
Vall d'Hebron Institut d'Oncologia (VHIO) és un destacat centre oncològic integral d'excel·lència, creat l'any 2006, amb seu a la Vall d'Hebron, que forma part de la xarxa de Centres de Recerca de Catalunya (CERCA), on científics i oncòlegs adopten un model de recerca purament translacional, treballant en equips multidisciplinaris per tal d'accelerar i avançar en el camp de les teràpies personalitzades i específiques contra el càncer.
La Fundació VHIO promou i desenvolupa la investigació d’excel·lència per millorar la prevenció, el diagnòstic precoç i el tractament del càncer, centrant la seva estratègia en el desenvolupament d’innovadors programes de recerca en les àrees clínica, bàsica i translacional, prenent com a model els centres de recerca oncològica de referència internacional. L'any 2015 el VHIO va estrenar un nou edifici de set plantes i 6.500 metres quadrats, anomenat Centre Cellex, construït gràcies a una donació de la Fundació Cellex. El seu director és el metge i cirurgià Josep Tabernero Caturla.